# Offenbacher Fußball-Club Kickers 1901 2020-2021
Questa voce raccoglie le informazioni riguardanti l'Offenbacher Fußball-Club Kickers 1901 nelle competizioni ufficiali della stagione 2020-2021.

## Stagione
Nella stagione 2020-2021 il Kickers Offenbach, allenato da Angelo Barletta e Sreto Ristić, concluse il campionato di Regionalliga sudovest al 3º posto.

## Rosa
| N. |                         | Ruolo | Calciatore            |
| -- | ----------------------- | ----- | --------------------- |
| 1  | Germania (bandiera)     | P     | Dominik Draband       |
| 3  | Germania (bandiera)     | D     | Leonidas Tiliudis     |
| 4  | Germania (bandiera)     | C     | Tim Dierßen           |
| 5  | Polonia (bandiera)      | D     | Sebastian Zieleniecki |
| 7  | Germania (bandiera)     | D     | Marco Fritscher       |
| 8  | Germania (bandiera)     | C     | Maik Vetter           |
| 9  | Germania (bandiera)     | C     | Serkan Firat          |
| 10 | Sierra Leone (bandiera) | A     | Abu-Bakarr Kargbo     |
| 11 | Germania (bandiera)     | C     | Marcell Sobotta       |
| 14 | Germania (bandiera)     | C     | Maurice Pluntke       |
| 15 | Germania (bandiera)     | D     | Malte Karbstein       |
| 16 | Germania (bandiera)     | P     | Angelo Tramontana     |
| 17 | Croazia (bandiera)      | C     | Luka Garić            |
| 18 | Germania (bandiera)     | C     | Tunay Deniz           |

| N. |                      | Ruolo | Calciatore              |
| -- | -------------------- | ----- | ----------------------- |
| 19 | Germania (bandiera)  | C     | Jakob Lemmer            |
| 20 | Germania (bandiera)  | C     | Denis Huseinbašić       |
| 21 | Italia (bandiera)    | A     | Elia Soriano            |
| 22 | Finlandia (bandiera) | P     | Felix Ferahyan          |
| 23 | Italia (bandiera)    | C     | Francesco Calabrese     |
| 24 | Albania (bandiera)   | C     | Flo Bojaj               |
| 25 | Germania (bandiera)  | A     | Mathias Fetsch          |
| 26 | Germania (bandiera)  | C     | Davud Tuma              |
| 27 | Francia (bandiera)   | C     | Charles-Elie Laprévotte |
| 28 | Germania (bandiera)  | P     | Stephan Flauder         |
| 29 | Germania (bandiera)  | D     | Lucas Albrecht          |
| 30 | Germania (bandiera)  | A     | Moritz Reinhard         |
| 31 | Mozambico (bandiera) | D     | Ronny Marcos            |
| 32 | Germania (bandiera)  | D     | Vincent Giesel          |

## Organigramma societario
Area tecnica
- Allenatore: Sreto Ristić
- Allenatore in seconda: Ramon Berndroth, Dennis Bochow
- Preparatore dei portieri: René Keffel
- Preparatori atletici:
- Analisi video:

## Calciomercato

### Sessione estiva
| Acquisti | Acquisti            | Acquisti              | Acquisti |
| R.       | Nome                | da                    | Modalità |
| -------- | ------------------- | --------------------- | -------- |
| A        | Mathias Fetsch      | Hallescher            |          |
| C        | Davud Tuma          | Chemnitz              |          |
| C        | Francesco Calabrese | Bayern Alzenau        |          |
| C        | Tunay Deniz         | Tuzlaspor             |          |
| P        | Stephan Flauder     | Viktoria Berlino      |          |
| D        | Marco Fritscher     | Schweinfurt 05        |          |
| C        | Denis Huseinbašić   | Kickers Offenbach U19 |          |
| D        | Malte Karbstein     | Werder Brema II       |          |
| A        | Abu-Bakarr Kargbo   | Berliner AK 07        |          |
| C        | Marcell Sobotta     | Sportfreunde Lotte    |          |
| P        | Angelo Tramontana   | Kickers Offenbach U19 |          |

| Cessioni | Cessioni            | Cessioni             | Cessioni |
| R.       | Nome                | a                    | Modalità |
| -------- | ------------------- | -------------------- | -------- |
| A        | Jan-Pelle Hoppe     | Germania Halberstadt |          |
| D        | Marco Schikora      | Zwickau              |          |
| C        | Niklas Hecht-Zirpel | Nöttingen            |          |
| C        | Manolo Rodas        | Bahlinger SC         |          |
| D        | Julian Scheffler    | Türk Gücü Friedberg  |          |
| D        | Richard Weil        | Stoccarda II         |          |

### Sessione invernale
| Acquisti | Acquisti | Acquisti | Acquisti |
| R.       | Nome     | da       | Modalità |
| -------- | -------- | -------- | -------- |

| Cessioni | Cessioni       | Cessioni          | Cessioni |
| R.       | Nome           | a                 | Modalità |
| -------- | -------------- | ----------------- | -------- |
| C        | Luigi Campagna | Kickers Stoccarda |          |

## Risultati

### Regionalliga sudovest

#### Girone di andata
| Offenbach am Main 5 settembre 2020, ore 14:00 CEST 1ª giornata | Kickers Offenbach | 0 – 0 referto | Bahlinger SC | Kommt-Gesund-Wieder-Stadion (100 spett.)\| Arbitro: \| Bauer \| |
| Arbitro:                                                       | Bauer             |               |              |                                                                 |

| Arbitro: | Klein |

|  |           |                             |
|  | Marcatori | 51’ (aut.) Schiek 77’ Bojaj |

| Arbitro: | Fritsch |

|  |           |                      |
|  | Marcatori | 57’ Fetsch 90’ Deniz |

| Arbitro: | Satriano |

|                            |           |  |
| Fetsch 4’, 51’ Sobotta 90’ | Marcatori |  |

| Arbitro: | Brombacher |

|                 |           |  |
| Klostermann 85’ | Marcatori |  |

| Arbitro: | Kampka |

|            |           |            |
| Fetsch 19’ | Marcatori | 49’ Bytyqi |

| Arbitro: | Heim |

|                               |           |                      |
| Burkart 27’ Keitel 89’ (rig.) | Marcatori | 43’ Fetsch 68’ Deniz |

| Arbitro: | Günsch |

|                            |           |  |
| Bojaj 51’, 57’ Sobotta 70’ | Marcatori |  |

| Arbitro: | Schneider |

|                     |           |  |
| Reichert 85’ (rig.) | Marcatori |  |

| Arbitro: | Glaser |

|            |           |  |
| Fetsch 43’ | Marcatori |  |

| Arbitro: | Dingler |

|                         |           |                         |
| Förster 18’ Pašalić 71’ | Marcatori | 67’ Karbstein 90’ Firat |

| Arbitro: | Falcicchio |

|                                       |           |  |
| Fetsch 12’, 18’ Firat 40’ Sobotta 88’ | Marcatori |  |

| Arbitro: | Knoll |

|              |           |                                                           |
| Döringer 27’ | Marcatori | 25’ Laprévotte 35’ Firat 49’ Karbstein 90’ (aut.) Schütze |

| Arbitro: | Hasmann |

|                                                  |           |          |
| Soriano 7’, 27’ (rig.) Deniz 12’, 77’ Fetsch 72’ | Marcatori | 43’ Meha |

| Arbitro: | Satriano |

|                        |           |                          |
| di Gregorio 63’ (rig.) | Marcatori | 54’ Tuma 80’ Huseinbašić |

| Offenbach am Main 20 gennaio 2021, ore 19:00 CET 16ª giornata | Kickers Offenbach | 0 – 0 referto | Elversberg | Kommt-Gesund-Wieder-Stadion (0 spett.)\| Arbitro: \| Falcicchio \| |
| Arbitro:                                                      | Falcicchio        |               |            |                                                                    |

| Coblenza 24 gennaio 2021, ore 14:00 CET 17ª giornata | Rot-Weiß Coblenza | 0 – 0 referto | Kickers Offenbach | Stadion Oberwerth (0 spett.)\| Arbitro: \| Zemke \| |
| Arbitro:                                             | Zemke             |               |                   |                                                     |

| Offenbach am Main 30 marzo 2021, ore 19:00 CEST 18ª giornata | Kickers Offenbach | 0 – 0 referto | FSV Francoforte | Kommt-Gesund-Wieder-Stadion (0 spett.)\| Arbitro: \| Dennemärker \| |
| Arbitro:                                                     | Dennemärker       |               |                 |                                                                     |

| Walldorf 11 dicembre 2020, ore 19:00 CET 19ª giornata | Astoria Walldorf | 0 – 0 referto | Kickers Offenbach | Dietmar-Hopp-Sportpark (0 spett.)\| Arbitro: \| Ballweg \| |
| Arbitro:                                              | Ballweg          |               |                   |                                                            |

| Arbitro: | Wlodarczak |

|  |           |                           |
|  | Marcatori | 26’ Volz 71’ (rig.) Brown |

| Arbitro: | Reitermayer |

|          |           |                 |
| Fedl 20’ | Marcatori | 36’ Zieleniecki |

#### Girone di ritorno
| Arbitro: | Scheuermann |

|             |           |                                                       |
| Fischer 85’ | Marcatori | 4’ Karbstein 24’, 42’ Fetsch 30’ Deniz 34’, 48’ Bojaj |

| Arbitro: | Bergmann |

|                              |           |         |
| Deniz 23’ Tuma 60’ Firat 66’ | Marcatori | 6’ Cuni |

| Arbitro: | Eckermann |

|           |           |  |
| Firat 17’ | Marcatori |  |

| Arbitro: | Schneider |

|  |           |               |
|  | Marcatori | 70’ Karbstein |

| Arbitro: | Besiri |

|                   |           |  |
| Fetsch 52’ (rig.) | Marcatori |  |

| Arbitro: | Kessel |

|                                               |           |  |
| Bišanović 12’, 22’ Strujić 56’ Mihaljević 80’ | Marcatori |  |

| Arbitro: | Erbst |

|             |           |            |
| Soriano 78’ | Marcatori | 11’ Furrer |

| Arbitro: | Klein |

|                        |           |                                      |
| Huseinbašić 36’ (aut.) | Marcatori | 25’ Soriano 50’ Karbstein 72’ Fetsch |

| Arbitro: | Scheuermann |

|            |           |  |
| Vetter 26’ | Marcatori |  |

| Arbitro: | Satriano |

|  |           |                         |
|  | Marcatori | 39’ Firat 87’ Karbstein |

| Arbitro: | Michels |

|           |           |             |
| Bojaj 71’ | Marcatori | 83’ Pašalić |

| Arbitro: | Wacker |

|                        |           |                                            |
| Portmann 49’ López 59’ | Marcatori | 46’ Fetsch 58’ Huseinbašić 78’, 83’ Lemmer |

| Arbitro: | Wlodarczak |

|                                         |           |  |
| Tuma 46’ Fetsch 53’ Bojaj 61’ Deniz 83’ | Marcatori |  |

| Arbitro: | Bergmann |

|  |           |                                                     |
|  | Marcatori | 5’ Fetsch 32’ Zieleniecki 41’ Deniz 67’ Huseinbašić |

| Arbitro: | Falcicchio |

|                              |           |                          |
| Firat 24’ Tuma 26’ Deniz 85’ | Marcatori | 14’ Dulleck 17’ Lienhard |

| Arbitro: | Eckermann |

|                                              |           |  |
| Fritscher 37’ (aut.) Dürholtz 50’ Karger 79’ | Marcatori |  |

| Arbitro: | Knoll |

|                                                             |           |                      |
| Huseinbašić 38’ Fetsch 41’ (rig.) Sobotta 82’ Karbstein 87’ | Marcatori | 44’ Sagat 49’ Göttel |

| Francoforte sul Meno 22 maggio 2021, ore 14:00 CEST 39ª giornata | FSV Francoforte | 0 – 0 referto | Kickers Offenbach | PSD Bank Arena (0 spett.)\| Arbitro: \| Glaser \| |
| Arbitro:                                                         | Glaser          |               |                   |                                                   |

| Arbitro: | Dennemärker |

|                                                                              |           |           |
| Huseinbašić 22’ Fetsch 24’ Hauk 61’ (aut.) Soriano 75’ Kargbo 81’ Lemmer 87’ | Marcatori | 27’ Schön |

| Arbitro: | Hofheinz |

|  |           |                         |
|  | Marcatori | 58’ (rig.), 64’ Soriano |

| Arbitro: | Wlodarczak |

|                 |           |  |
| Zieleniecki 62’ | Marcatori |  |

## Statistiche

### Statistiche di squadra
| Competizione | Punti | In casa | In casa | In casa | In casa | In casa | In casa | In trasferta | In trasferta | In trasferta | In trasferta | In trasferta | In trasferta | Totale | Totale | Totale | Totale | Totale | Totale | DR  |
| Competizione | Punti | G       | V       | N       | P       | Gf      | Gs      | G            | V            | N            | P            | Gf           | Gs           | G      | V      | N      | P      | Gf     | Gs     | DR  |
| ------------ | ----- | ------- | ------- | ------- | ------- | ------- | ------- | ------------ | ------------ | ------------ | ------------ | ------------ | ------------ | ------ | ------ | ------ | ------ | ------ | ------ | --- |
| Regionalliga | 87    | 21      | 14      | 6       | 1       | 43      | 12      | 21           | 11           | 6            | 4            | 37           | 20           | 42     | 25     | 12     | 5      | 80     | 32     | +48 |
| Totale       | 87    | 21      | 14      | 6       | 1       | 43      | 12      | 21           | 11           | 6            | 4            | 37           | 20           | 42     | 25     | 12     | 5      | 80     | 32     | +48 |

### Andamento in campionato
| Giornata  | 1  | 2 | 3 | 4 | 5 | 6 | 7 | 8 | 9 | 10 | 11 | 12 | 13 | 14 | 15 | 16 | 17 | 18 | 19 | 20 | 21 | 22 | 23 | 24 | 25 | 26 | 27 | 28 | 29 | 30 | 31 | 32 | 33 | 34 | 35 | 36 | 37 | 38 | 39 | 40 | 41 | 42 |
| --------- | -- | - | - | - | - | - | - | - | - | -- | -- | -- | -- | -- | -- | -- | -- | -- | -- | -- | -- | -- | -- | -- | -- | -- | -- | -- | -- | -- | -- | -- | -- | -- | -- | -- | -- | -- | -- | -- | -- | -- |
| Luogo     | C  | T | T | C | T | C | T | C | T | C  | T  | C  | T  | C  | T  | C  | T  | C  | T  | C  | T  | T  | C  | C  | T  | C  | T  | C  | T  | C  | T  | C  | T  | C  | T  | C  | T  | C  | T  | C  | T  | C  |
| Risultato | N  | V | V | V | P | N | N | V | P | V  | N  | V  | V  | V  | V  | N  | N  | N  | N  | P  | N  | V  | V  | V  | V  | V  | P  | N  | V  | V  | V  | N  | V  | V  | V  | V  | P  | V  | N  | V  | V  | V  |
| Posizione | 11 | 4 | 3 | 2 | 4 | 4 | 7 | 4 | 6 | 5  | 5  | 5  | 3  | 2  | 2  | 2  | 2  | 3  | 4  | 6  | 6  | 4  | 4  | 2  | 2  | 2  | 5  | 6  | 5  | 2  | 2  | 3  | 3  | 2  | 2  | 2  | 3  | 3  | 3  | 3  | 3  | 3  |

Legenda:

Luogo: C = Casa; T = Trasferta. Risultato: V = Vittoria; N = Pareggio; P = Sconfitta.

### Statistiche dei giocatori
| L. Albrecht    | 20 | 0  | 3  | 0 |
| F. Bojaj       | 38 | 7  | 7  | 0 |
| F. Calabrese   | 12 | 0  | 5  | 0 |
| L. Campagna    | 8  | 0  | 1  | 1 |
| T. Deniz       | 39 | 9  | 15 | 0 |
| T. Dierßen     | 15 | 0  | 2  | 0 |
| D. Draband     | 0  | 0  | 0  | 0 |
| F. Ferahyan    | 0  | 0  | 0  | 0 |
| M. Fetsch      | 41 | 18 | 4  | 0 |
| S. Firat       | 42 | 7  | 2  | 0 |
| S. Flauder     | 42 | 0  | 4  | 0 |
| M. Fritscher   | 22 | 0  | 4  | 0 |
| L. Garić       | 16 | 0  | 1  | 0 |
| V. Giesel      | 0  | 0  | 0  | 0 |
| J. Hoppe       | 1  | 0  | 0  | 0 |
| D. Huseinbašić | 25 | 5  | 4  | 0 |
| M. Karbstein   | 41 | 7  | 7  | 0 |
| A. Kargbo      | 2  | 1  | 0  | 0 |
| C. Laprévotte  | 12 | 1  | 1  | 1 |
| J. Lemmer      | 21 | 3  | 1  | 0 |
| R. Marcos      | 35 | 0  | 2  | 1 |
| M. Pluntke     | 1  | 0  | 0  | 0 |
| M. Reinhard    | 6  | 0  | 0  | 0 |
| M. Sobotta     | 38 | 4  | 3  | 0 |
| E. Soriano     | 29 | 7  | 3  | 0 |
| L. Tiliudis    | 1  | 0  | 0  | 0 |
| A. Tramontana  | 0  | 0  | 0  | 0 |
| D. Tuma        | 34 | 4  | 3  | 1 |
| M. Vetter      | 22 | 1  | 3  | 0 |
| S. Zieleniecki | 42 | 3  | 4  | 0 |